# Rajd Wisły

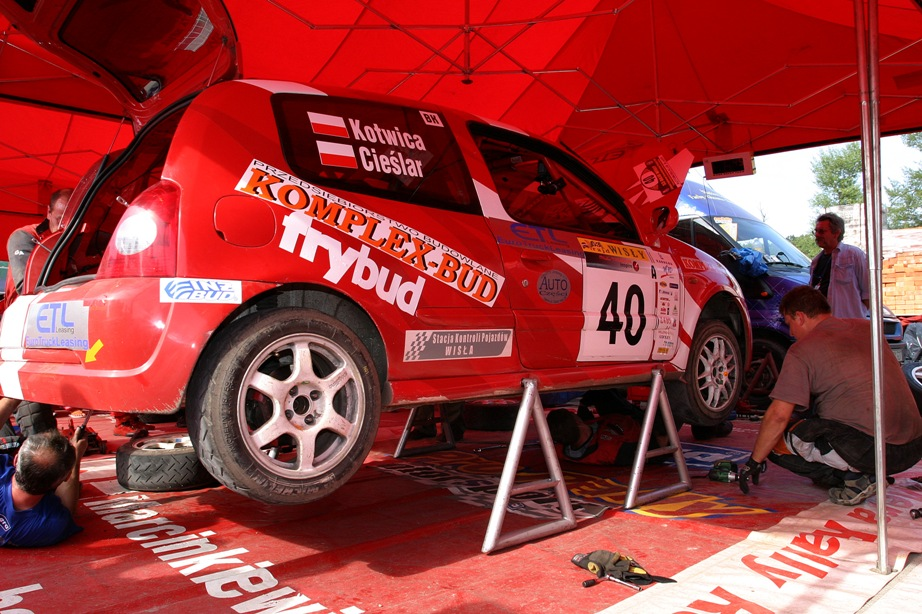
Załoga Zbigniew Cieślar i Marek Kotwica podczas Rajdu Wisły 2006

Rajd Wisły − polski rajd samochodowy istniejący od 1951 roku, rozgrywany rokrocznie, runda Rajdowych samochodowych mistrzostw Polski i Rajdowego pucharu Polski. Rajd organizuje Automobilklub Śląski, a bazą imprezy (z małymi wyjątkami) jest miasto Wisła.

## Zwycięzcy[2][3][4]
| Rok  | Nazwa rajdu                                                                | Kierowca                                                                   | Pilot                                                                      | Samochód                                                                   | Kategoria                                                                  |                                                                            |
| ---- | -------------------------------------------------------------------------- | -------------------------------------------------------------------------- | -------------------------------------------------------------------------- | -------------------------------------------------------------------------- | -------------------------------------------------------------------------- | -------------------------------------------------------------------------- |
| 1951 | 1 Ogólnopolska Jazda Orientacyjno-Konkursowa                               | Klasa T do 750cm³ Stanisław Czerniak                                       | -                                                                          | DKW                                                                        |                                                                            |                                                                            |
| 1951 | 1 Ogólnopolska Jazda Orientacyjno-Konkursowa                               | Klasa T do 1300cm³ R.Gens                                                  | -                                                                          | KDF                                                                        |                                                                            |                                                                            |
| 1951 | 1 Ogólnopolska Jazda Orientacyjno-Konkursowa                               | Klasa T do 2000cm³ Longin Bielak                                           | -                                                                          | Citroën BL 11                                                              |                                                                            |                                                                            |
| 1951 | 1 Ogólnopolska Jazda Orientacyjno-Konkursowa                               | Klasa T do 2600cm³ A.Łoziński                                              | -                                                                          | Citroën                                                                    |                                                                            |                                                                            |
| 1951 | 1 Ogólnopolska Jazda Orientacyjno-Konkursowa                               | Klasa S do 2000cm³ Aleksander Sobański                                     | -                                                                          | BMW                                                                        |                                                                            |                                                                            |
| 1952 | 2 Ogólnopolska Górska Jazda Orientacyjno-Patrolowa                         | Klasa T do 750cm³ Antoni Weiner                                            | -                                                                          | DKW                                                                        |                                                                            |                                                                            |
| 1952 | 2 Ogólnopolska Górska Jazda Orientacyjno-Patrolowa                         | Klasa T do 1300cm³ R.Gens                                                  | -                                                                          | KDF                                                                        |                                                                            |                                                                            |
| 1952 | 2 Ogólnopolska Górska Jazda Orientacyjno-Patrolowa                         | Klasa T do 1600cm³ J.Langer                                                | -                                                                          | Aero                                                                       |                                                                            |                                                                            |
| 1952 | 2 Ogólnopolska Górska Jazda Orientacyjno-Patrolowa                         | Klasa T do 2600cm³ Marian Repeta                                           | -                                                                          | FSO Warszawa                                                               |                                                                            |                                                                            |
| 1952 | 2 Ogólnopolska Górska Jazda Orientacyjno-Patrolowa                         | Klasa T pow.2600cm³ R.Górecki                                              | -                                                                          | Chevrolet                                                                  |                                                                            |                                                                            |
| 1952 | 2 Ogólnopolska Górska Jazda Orientacyjno-Patrolowa                         | Klasa S do 1500cm³ Z.Witkowski                                             | -                                                                          | Fiat 1100                                                                  |                                                                            |                                                                            |
| 1952 | 2 Ogólnopolska Górska Jazda Orientacyjno-Patrolowa                         | Klasa S pow.2000cm³ J.Sucharda                                             | -                                                                          | Jaguar                                                                     |                                                                            |                                                                            |
| 1953 | 3. Ogólnopolska Górska Jazda Orientacyjno-Patrolowa                        | Klasa T do 750cm³ Kazimierz Osiński                                        | -                                                                          | Fiat 500                                                                   |                                                                            |                                                                            |
| 1953 | 3. Ogólnopolska Górska Jazda Orientacyjno-Patrolowa                        | Klasa T do 2000cm³ A.Łoziński                                              | -                                                                          | Tatraplan                                                                  |                                                                            |                                                                            |
| 1953 | 3. Ogólnopolska Górska Jazda Orientacyjno-Patrolowa                        | Klasa T do 2600cm³ Gilewicz                                                | -                                                                          | FSO Warszawa                                                               |                                                                            |                                                                            |
| 1953 | 3. Ogólnopolska Górska Jazda Orientacyjno-Patrolowa                        | Klasa T pow. 2600cm³ R.Górecki                                             | -                                                                          | Chevrolet                                                                  |                                                                            |                                                                            |
| 1953 | 3. Ogólnopolska Górska Jazda Orientacyjno-Patrolowa                        | Klasa S do 750cm³ Stanisław Jabłoński                                      | -                                                                          | DKW                                                                        |                                                                            |                                                                            |
| 1953 | 3. Ogólnopolska Górska Jazda Orientacyjno-Patrolowa                        | Klasa S do 1600cm³ Michał Nahorski                                         | -                                                                          | Sam MN Lancia                                                              |                                                                            |                                                                            |
| 1953 | 3. Ogólnopolska Górska Jazda Orientacyjno-Patrolowa                        | Klasa S do 2000cm³ Franciszek Postawka                                     | -                                                                          | BMW 328                                                                    |                                                                            |                                                                            |
| 1954 | 4. Ogólnopolska Górska Jazda Orientacyjno-Patrolowa                        | Klasa T do 750cm³ S. Goński                                                | -                                                                          | DKW                                                                        |                                                                            |                                                                            |
| 1954 | 4. Ogólnopolska Górska Jazda Orientacyjno-Patrolowa                        | Klasa T do 1300cm³ M. Snigurowicz                                          | -                                                                          | Skoda                                                                      |                                                                            |                                                                            |
| 1954 | 4. Ogólnopolska Górska Jazda Orientacyjno-Patrolowa                        | Klasa T do 2000cm³ Longin Bielak                                           | -                                                                          | Citroën BL 11                                                              |                                                                            |                                                                            |
| 1954 | 4. Ogólnopolska Górska Jazda Orientacyjno-Patrolowa                        | Klasa T pow.2000cm³ Marian Repeta                                          | -                                                                          | FSO Warszawa                                                               |                                                                            |                                                                            |
| 1954 | 4. Ogólnopolska Górska Jazda Orientacyjno-Patrolowa                        | Klasa S do 1600cm³ J.Haas                                                  | -                                                                          | Fiat 1500                                                                  |                                                                            |                                                                            |
| 1954 | 4. Ogólnopolska Górska Jazda Orientacyjno-Patrolowa                        | Klasa S pow.1600cm³ Sobiesław Zasada                                       | -                                                                          | BMW 328                                                                    |                                                                            |                                                                            |
| 1955 | 5. Ogólnopolski Górski Raid Samochodowy w Wiśle                            | Klasa VI-IX S Kazimierz Tarczyński                                         | -                                                                          | BMW 328                                                                    | RSMP                                                                       |                                                                            |
| 1955 | 5. Ogólnopolski Górski Raid Samochodowy w Wiśle                            | Klasa III-V S Longin Bielak                                                | -                                                                          | SAM                                                                        | RSMP                                                                       |                                                                            |
| 1955 | 5. Ogólnopolski Górski Raid Samochodowy w Wiśle                            | Klasa IX T Jerzy Lewandowski                                               | -                                                                          | Chevrolet                                                                  | RSMP                                                                       |                                                                            |
| 1955 | 5. Ogólnopolski Górski Raid Samochodowy w Wiśle                            | Klasa VIII T Stanisław Wierzba                                             | -                                                                          | Warszawa M 20                                                              | RSMP                                                                       |                                                                            |
| 1955 | 5. Ogólnopolski Górski Raid Samochodowy w Wiśle                            | Klasa VII T Zygmunt Skoczkowski                                            | -                                                                          | Tatraplan                                                                  | RSMP                                                                       |                                                                            |
| 1955 | 5. Ogólnopolski Górski Raid Samochodowy w Wiśle                            | Klasa VI T T. Kwiatkowski                                                  | -                                                                          | Lancia                                                                     | RSMP                                                                       |                                                                            |
| 1955 | 5. Ogólnopolski Górski Raid Samochodowy w Wiśle                            | Klasa IV-V T Janusz Solarski                                               | -                                                                          | Skoda                                                                      | RSMP                                                                       |                                                                            |
| 1955 | 5. Ogólnopolski Górski Raid Samochodowy w Wiśle                            | Klasa III T Jerzy Opiela                                                   | -                                                                          | DKW                                                                        | RSMP                                                                       |                                                                            |
| 1956 | 6. Ogólnopolski Górski Raid Samochodowy w Wiśle                            | Klasa VI S Grzegorz Timoszek                                               | -                                                                          | BMW                                                                        | RSMP                                                                       |                                                                            |
| 1956 | 6. Ogólnopolski Górski Raid Samochodowy w Wiśle                            | Klasa VIII T Stanisław Wierzba                                             | -                                                                          | FSO Warszawa                                                               | RSMP                                                                       |                                                                            |
| 1956 | 6. Ogólnopolski Górski Raid Samochodowy w Wiśle                            | Klasa VII T Edward Niziołek                                                | -                                                                          | Citroën                                                                    | RSMP                                                                       |                                                                            |
| 1956 | 6. Ogólnopolski Górski Raid Samochodowy w Wiśle                            | Klasa VI T Władysław Paszkowski                                            | -                                                                          | Opel                                                                       | RSMP                                                                       |                                                                            |
| 1956 | 6. Ogólnopolski Górski Raid Samochodowy w Wiśle                            | Klasa IV-V T Józef Ziętel                                                  | -                                                                          | Skoda                                                                      | RSMP                                                                       |                                                                            |
| 1956 | 6. Ogólnopolski Górski Raid Samochodowy w Wiśle                            | Klasa III T Stanisław Jabłoński                                            | -                                                                          | DKW                                                                        | RSMP                                                                       |                                                                            |
| 1957 | 7. Ogólnopolski Górski Raid Samochodowy                                    | Kat. II, Klasa VII: Walerian Waryszewski                                   | -                                                                          | BMW 328                                                                    | RSMP                                                                       |                                                                            |
| 1957 | 7. Ogólnopolski Górski Raid Samochodowy                                    | Kat. II, Klasa V Kazimierz Osiński                                         | -                                                                          | Simca 8                                                                    | RSMP                                                                       |                                                                            |
| 1957 | 7. Ogólnopolski Górski Raid Samochodowy                                    | Kat. II, Klasa III Marek Varisella                                         | -                                                                          | DKW F8                                                                     | RSMP                                                                       |                                                                            |
| 1957 | 7. Ogólnopolski Górski Raid Samochodowy                                    | Kat. I, Klasa IX Ksawery Frank                                             | -                                                                          | Ford Custom                                                                | RSMP                                                                       |                                                                            |
| 1957 | 7. Ogólnopolski Górski Raid Samochodowy                                    | Kat. I, Klasa VIII Mieczysław Sochacki                                     | -                                                                          | Warszawa M 20                                                              | RSMP                                                                       |                                                                            |
| 1957 | 7. Ogólnopolski Górski Raid Samochodowy                                    | Kat. I, Klasa VII Antoni Weiner                                            | -                                                                          | Citroën                                                                    | RSMP                                                                       |                                                                            |
| 1957 | 7. Ogólnopolski Górski Raid Samochodowy                                    | Kat. I, Klasa V Sobiesław Zasada                                           | -                                                                          | Simca Aronde                                                               | RSMP                                                                       |                                                                            |
| 1957 | 7. Ogólnopolski Górski Raid Samochodowy                                    | Kat. I, Klasa IV Stanisław Cencora                                         | -                                                                          | Wartburg                                                                   | RSMP                                                                       |                                                                            |
| 1957 | 7. Ogólnopolski Górski Raid Samochodowy                                    | Kat. I, Klasa III Adam Wędrychowski                                        | -                                                                          | Zwickau P 70                                                               | RSMP                                                                       |                                                                            |
| 1958 | 8. Ogólnopolski Górski Raid Samochodowy                                    | Klasa VIII Mieczysław Sochacki                                             | -                                                                          | Warszawa M 20                                                              | RSMP                                                                       |                                                                            |
| 1958 | 8. Ogólnopolski Górski Raid Samochodowy                                    | Klasa VII Michał Bieder                                                    | -                                                                          | Citroën BL 11                                                              | RSMP                                                                       |                                                                            |
| 1958 | 8. Ogólnopolski Górski Raid Samochodowy                                    | Klasa V Czesław Wodnicki                                                   | -                                                                          | Simca Aronde                                                               | RSMP                                                                       |                                                                            |
| 1958 | 8. Ogólnopolski Górski Raid Samochodowy                                    | Klasa IV Kazimierz Tarczyński                                              | -                                                                          | Renault Dauphine                                                           | RSMP                                                                       |                                                                            |
| 1958 | 8. Ogólnopolski Górski Raid Samochodowy                                    | Klasa III Jerzy Zaczeniuk                                                  | -                                                                          | Renault 4CV                                                                | RSMP                                                                       |                                                                            |
| 1959 | 9. Raid w Wiśle                                                            | Klasa VIII Henryk Ruciński                                                 | -                                                                          | Ford Zodiac                                                                | RSMP                                                                       |                                                                            |
| 1959 | 9. Raid w Wiśle                                                            | Klasa VII Michał Bieder                                                    | -                                                                          | Citroën BL 11                                                              | RSMP                                                                       |                                                                            |
| 1959 | 9. Raid w Wiśle                                                            | Klasa V Sobiesław Zasada                                                   | -                                                                          | Simca Aronde                                                               | RSMP                                                                       |                                                                            |
| 1959 | 9. Raid w Wiśle                                                            | Klasa IV Henryk Kosecki                                                    | -                                                                          | Wartburg                                                                   | RSMP                                                                       |                                                                            |
| 1959 | 9. Raid w Wiśle                                                            | Klasa III Marian Zatoń                                                     | -                                                                          | Syrena                                                                     | RSMP                                                                       |                                                                            |
| 1960 | 10. Raid w Wiśle                                                           | Mieczysław Sochacki                                                        | -                                                                          | Warszawa                                                                   | RSMP                                                                       |                                                                            |
| 1961 | 11. Rajd w Wiśle                                                           | Sobiesław Zasada                                                           | Ewa Zasada                                                                 | BMW 700                                                                    | RSMP                                                                       |                                                                            |
| 1962 | 12. Rajd Wiślański                                                         | Krzysztof Komornicki                                                       | Ksawery Frank                                                              | Morris Mini Cooper                                                         | RSMP                                                                       |                                                                            |
| 1963 | 13. Rajd Wiślański                                                         | Sobiesław Zasada                                                           | Ewa Zasada                                                                 | Fiat 600 D                                                                 | RSMP                                                                       |                                                                            |
| 1964 | 14. Rajd Wisły                                                             | Franciszek Postawka                                                        | Alicja Postawka                                                            | Volvo PV 544                                                               | RSMP                                                                       |                                                                            |
| 1965 | 15. Rajd Wisły                                                             | Sobiesław Zasada                                                           | Ewa Zasada                                                                 | Steyr Puch 650 TR                                                          | RSMP                                                                       |                                                                            |
| 1966 | 16. Rajd Wisły                                                             | Sobiesław Zasada                                                           | Ewa Zasada                                                                 | Steyr Puch 660 TR                                                          | RSMP                                                                       |                                                                            |
| 1967 | 17. Rajd Wisły                                                             | Sobiesław Zasada                                                           | Ewa Zasada                                                                 | Porsche 912                                                                | RSMP                                                                       |                                                                            |
| 1968 | 18. Rajd Wisły                                                             | Sobiesław Zasada                                                           | Ewa Zasada                                                                 | Porsche 911 L                                                              | RSMP                                                                       |                                                                            |
| 1969 | 19. Rajd Wisły                                                             | Sobiesław Zasada                                                           | Ewa Zasada                                                                 | Porsche 911 S                                                              | RSMP                                                                       |                                                                            |
| 1970 | 20. Rajd Wiślański                                                         | Krzysztof Komornicki                                                       | Jerzy Landsberg                                                            | Alpine Renault A 110                                                       | RSMP                                                                       |                                                                            |
| 1971 | 21. Rajd Wisły                                                             | Krzysztof Komornicki                                                       | Błażej Krupa                                                               | Polski Fiat 125p 1500                                                      | RSMP                                                                       |                                                                            |
| 1972 | 22. Rajd Wisły                                                             | Adam Smorawiński                                                           | Andrzej Zembrzuski                                                         | BMW 2002 Ti Alpina                                                         | RSMP                                                                       |                                                                            |
| 1973 | 23. Rajd Wisły                                                             | Sobiesław Zasada                                                           | Ewa Zasada                                                                 | Porsche Carrera RS                                                         | RSMP                                                                       |                                                                            |
| 1974 | 24. Rajd Wisły                                                             | Błażej Krupa                                                               | Jerzy Landsberg                                                            | Renault 12 Gordini                                                         | RSMP                                                                       |                                                                            |
| 1975 | 25. Rajd Wisły                                                             | Andrzej Jaroszewicz                                                        | Ryszard Żyszkowski                                                         | Fiat 124 Abarth                                                            | RSMP                                                                       |                                                                            |
| 1976 | Nie odbył się                                                              | Nie odbył się                                                              | Nie odbył się                                                              | Nie odbył się                                                              | Nie odbył się                                                              | Nie odbył się                                                              |
| 1977 | 26. Rajd Wisły                                                             | Tomasz Ciecierzyński                                                       | Jacek Różański                                                             | Polski Fiat 125p 1600 MC                                                   | RSMP                                                                       |                                                                            |
| 1978 | 27. Rajd Wisły                                                             | Błażej Krupa                                                               | Piotr Mystkowski                                                           | Renault 5 Alpine                                                           | RSMP                                                                       |                                                                            |
| 1979 | 28. Rajd Wisły                                                             | Błażej Krupa                                                               | Piotr Mystkowski                                                           | Renault 5 Alpine                                                           | RSMP                                                                       |                                                                            |
| 1980 | 29. Rajd Wisły                                                             | Maciej Stawowiak                                                           | Ryszard Żyszkowski                                                         | Polonez 2000                                                               | RSMP                                                                       |                                                                            |
| 1981 | Nie odbył się z powodu trudnej sytuacji gospodarczej i politycznej w kraju | Nie odbył się z powodu trudnej sytuacji gospodarczej i politycznej w kraju | Nie odbył się z powodu trudnej sytuacji gospodarczej i politycznej w kraju | Nie odbył się z powodu trudnej sytuacji gospodarczej i politycznej w kraju | Nie odbył się z powodu trudnej sytuacji gospodarczej i politycznej w kraju | Nie odbył się z powodu trudnej sytuacji gospodarczej i politycznej w kraju |
| 1982 | 30. Rajd Wisły                                                             | Marian Bublewicz                                                           | Janusz Wojtyna                                                             | Opel Kadett GT/E                                                           | RSMP                                                                       |                                                                            |
| 1983 | 31. Rajd Wisły                                                             | Andrzej Koper                                                              | Jacek Lewandowski                                                          | Renault 5 Alpine                                                           | RSMP                                                                       |                                                                            |
| 1984 | 32. Rajd Wisły                                                             | Andrzej Koper                                                              | Krzysztof Gęborys                                                          | Renault 5 Alpine                                                           | RSMP                                                                       |                                                                            |
| 1985 | 33. Rajd Wisły                                                             | Marian Bublewicz                                                           | Wojciech Malanowski                                                        | Polonez 2000 Turbo                                                         | RSMP                                                                       |                                                                            |
| 1986 | 34. Rajd Wisły                                                             | Błażej Krupa                                                               | Piotr Mystkowski                                                           | Renault 5 Turbo                                                            | RSMP                                                                       |                                                                            |
| 1987 | 35. Rajd Wisły                                                             | Marian Bublewicz                                                           | Jacek Wypych                                                               | Polonez 2000                                                               | RSMP                                                                       |                                                                            |
| 1988 | 36. Rajd Wisły                                                             | Andrzej Koper                                                              | Krzysztof Gęborys                                                          | Renault 11 Turbo                                                           | RSMP                                                                       |                                                                            |
| 1989 | 37. Rajd Wisły                                                             | Marian Bublewicz                                                           | Ryszard Żyszkowski                                                         | Mazda 323 4WD                                                              | RSMP                                                                       |                                                                            |
| 1990 | 38. Rajd Wisły                                                             | Marian Bublewicz                                                           | Ryszard Żyszkowski                                                         | Mazda 323 4WD                                                              | RSMP                                                                       |                                                                            |
| 1991 | 39. Rajd Wisły                                                             | Marian Bublewicz                                                           | Ryszard Żyszkowski                                                         | Ford Sierra RS Cosworth                                                    | RSMP                                                                       |                                                                            |
| 1992 | 40. Rajd Wisły                                                             | Robert Herba                                                               | Jakub Mroczkowski                                                          | Nissan Sunny GTI-R                                                         | RSMP                                                                       |                                                                            |
| 1993 | 41. Rajd Wisły                                                             | Robert Herba                                                               | Artur Skorupa                                                              | Nissan Sunny GTI-R                                                         | RSMP                                                                       |                                                                            |
| 1994 | 42. Rajd Wisły                                                             | Paweł Przybylski                                                           | Krzysztof Geborys                                                          | Toyota Celica GT-4                                                         | RSMP                                                                       |                                                                            |
| 1995 | 43. Rajd Wisły                                                             | Robert Gryczyński                                                          | Tomasz Ryborz                                                              | Toyota Celica 4WD                                                          | RSMP                                                                       |                                                                            |
| 1996 | 44. Rajd Wisły                                                             | Robert Herba                                                               | Artur Skorupa                                                              | Toyota Celica 4WD                                                          | RSMP                                                                       |                                                                            |
| 1997 | 45. Rajd Wisły                                                             | Robert Gryczyński                                                          | Tadeusz Burkacki                                                           | Toyota Celica Turbo 4WD                                                    | RSMP                                                                       |                                                                            |
| 1998 | 46. Rajd Wisły                                                             | Janusz Kulig                                                               | Jarosław Baran                                                             | Renault Mégane Maxi                                                        | RSMP, ERC                                                                  |                                                                            |
| 1999 | 47. Rajd Wisły                                                             | Krzysztof Hołowczyc                                                        | Jean-Marc Fortin                                                           | Subaru Impreza S4 WRC '98                                                  | RSMP, ERC                                                                  |                                                                            |
| 2000 | 48. Rajd Wisły                                                             | Leszek Kuzaj                                                               | Andrzej Górski                                                             | Toyota Corolla WRC                                                         | RSMP, ERC                                                                  |                                                                            |
| 2001 | 49. Rajd Wisły                                                             | Janusz Kulig                                                               | Jarosław Baran                                                             | Ford Focus RS WRC '00                                                      | RSMP                                                                       |                                                                            |
| 2002 | 50. Rajd Wisły                                                             | Leszek Kuzaj                                                               | Erwin Mombaerts                                                            | Peugeot 206 WRC                                                            | RSMP                                                                       |                                                                            |
| 2003 | 51. Międzynarodowy Rajd Śląski                                             | Tomasz Czopik                                                              | Łukasz Wroński                                                             | Mitsubishi Lancer Evo VII                                                  | RSMP                                                                       |                                                                            |
| 2004 | Nie odbył się ze względów finansowych                                      | Nie odbył się ze względów finansowych                                      | Nie odbył się ze względów finansowych                                      | Nie odbył się ze względów finansowych                                      | Nie odbył się ze względów finansowych                                      | Nie odbył się ze względów finansowych                                      |
| 2005 | 52. Śląski Rajd Wisły                                                      | Piotr Maciejewski                                                          | Piotr Kowalski                                                             | Subaru Impreza WRX STI                                                     | RPP                                                                        |                                                                            |
| 2006 | 53. Rajd Wisły                                                             | Tomasz Kuchar                                                              | Jakub Gerber                                                               | Subaru Impreza N12                                                         | RPP                                                                        |                                                                            |
| 2007 | 54. Rajd Wisły                                                             | Zbigniew Cieślar                                                           | Adam Ogierman                                                              | Subaru Impreza WRX STi N11                                                 | RPP                                                                        |                                                                            |
| 2008 | 55. Rajd Wisły                                                             | Zbigniew Cieślar                                                           | Adam Ogierman                                                              | Renault Clio Sport R3                                                      | RPP                                                                        |                                                                            |
| 2009 | Nie odbył się                                                              | Nie odbył się                                                              | Nie odbył się                                                              | Nie odbył się                                                              | Nie odbył się                                                              | Nie odbył się                                                              |
| 2010 | 56. Istebniański Rajd Wisły                                                | Aleksander Zawada                                                          | Grzegorz Gołda                                                             | Honda Civic                                                                | RPP                                                                        |                                                                            |
| 2011 | 57. Rajd Wisły                                                             | Jarosław Szeja                                                             | Szymon Marciniak                                                           | Honda Civic                                                                | RPP                                                                        |                                                                            |
| 2012 | 58. Rajd Wisły                                                             | Marcin Scheffler                                                           | Jarosław Baran                                                             | Honda Civic Type-R                                                         | RPP                                                                        |                                                                            |
| 2013 | 59. Rajd Wisły                                                             | Kajetan Kajetanowicz                                                       | Jarosław Baran                                                             | Subaru Impreza STi R4                                                      | RSMP, RPP                                                                  |                                                                            |
| 2014 | 60. Rajd Wisły                                                             | Łukasz Habaj                                                               | Piotr Woś                                                                  | Ford Fiesta R5                                                             | RSMP, RPP                                                                  |                                                                            |
| 2015 | 61. Rajd Wisły                                                             | Bryan Bouffie                                                              | Thibault De La Haye                                                        | Ford Fiesta R5                                                             | RSMP                                                                       |                                                                            |
| 2016 | 62. Rajd Wisły                                                             | Tomasz Zbroja                                                              | Piotr Walczak                                                              | Renault Clio Sport                                                         | RSMŚL                                                                      |                                                                            |
| 2017 | 63. Rajd Wisły                                                             | Rafał Kręcioch                                                             | Marcin Szeja                                                               | Peugeot 208 R2                                                             | RSMŚL                                                                      |                                                                            |
| 2018 | 64. Rajd Wisły                                                             | Rafał Pochłopień                                                           | Bartłomiej Wątroba                                                         | Opel Astra F                                                               | RSMŚL                                                                      |                                                                            |
| 2019 | 65. Rajd Wisły                                                             | Maciej Lubiak                                                              | Michał Trela                                                               | Hyundai i20 R5                                                             | RSMŚL                                                                      |                                                                            |
| 2020 | Rajd Wisły 2020                                                            | odwołany                                                                   | odwołany                                                                   | odwołany                                                                   | odwołany                                                                   |                                                                            |
| 2021 | 66. Rajd Wisły                                                             | Marcin Górny                                                               | Marcin Roik                                                                | Peugeot 208 R2                                                             | RSMŚL                                                                      |                                                                            |
| 2022 | 67. Rajd Wisły                                                             | Tom Kristensson                                                            | Andreas Johansson                                                          | Hyundai i20 R5                                                             | RSMP                                                                       |                                                                            |
| 2023 | 68. Rajd Wisły                                                             | Kacper Wróblewski                                                          | Jakub Wróbel                                                               | Škoda Fabia Rally2 evo                                                     | RSMP                                                                       |                                                                            |

- ERC - Rajdowe Mistrzostwa Europy
- RSMP - Rajdowe Samochodowe Mistrzostwa Polski
- RPP - Rajdowy Puchar Polski
- RSMŚL - Rajdowe Samochodowe Mistrzostwa Śląska